# Cerithium ivani
Cerithium ivani là một loài ốc biển, là động vật thân mềm chân bụng sống ở biển thuộc họ Cerithiidae.